# Erich Reusch
Erich Reusch (Wittenberg, 26 juni 1925 — 29 december 2019) was een Duitse architect, schilder en beeldhouwer.

## Leven en werk
Reusch studeerde van 1947 tot 1953 architectuur en beeldhouwkunst bij onder anderen Georg Leowald, Richard Scheibe en Hans Uhlmann aan de Staatliche Hochschule für Bildende Künste in Berlijn. Hij was van 1953 tot 1956 medewerker van een architectenbureau in Düsseldorf en vestigde zich daar in 1956 als zelfstandig architect. Vanaf 1964 was hij in toenemende mate werkzaam als beeldhouwer. Van 1975 tot 1990 was hij hoogleraar Integration Bildende Kunst und Architektur aan de Kunstakademie Düsseldorf. Hij werd in 1977 uitgenodigd voor deelname aan documenta 6 in Kassel. Hij ontving in 2001 de Ida-Gerhardi-Preis en in 2006 de Konrad-von-Soest-Preis van het Landschaftsverbands Westfalen-Lippe.
De kunstenaar woonde en werkte in Neuenrade-Blintrop. Hij was sinds 2010 erelid van de Kunstakademie Düsseldorf.

## Werken (selectie)
- Pigmentkubus (1970), Lehmbruck-Museum in Duisburg
- Vier Plastiken aus Edelstahl (1971), Mensa der Landesfinanzschule, Schloss Nordkirchen/Münsterland
- Elektrostatisches Objekt (1971), Skulpturenmuseum Glaskasten in Marl
- Plastik Finanzamt Mitte (1973) - 4-delig[1], Castroper Straße in Bochum
- Wasserrelief Forumsbrunnen (1973),[2] Campus der Ruhr-Universität Bochum in Bochum
- Ohne Titel (1977) - 6-delig, Beeldenpark van het Lehmbruck-Museum, in Duisburg
- Plastik Frankfurt (1978),[3] Schlosspark Haus Weitmar in Bochum
- Herinrichting Bendlerblock (1978/79) - Ehrenmal 20. Juli 1944, Ehrenhof der Gedenkstätte Deutscher Widerstand, Bendlerblock, in Berlijn
- Ohne Titel (1979), Bundeswehrverwaltungszentrum in München
- Herinrichting plein (1983[4]) Rathaus in Bochum
- Staalplastiek (1985), Plein Boogstede in Nieuwegein
- Integration (1988/89)[5], Kunstlandschaft Campus, Johannes Gutenberg Universiteit in Mainz
- Grüne Säule (1992)[6], Platz der Göttinger Sieben in Göttingen
- Reusch-Skulptur (2007), Villa am Wall in Neuenrade

## Fotogalerij

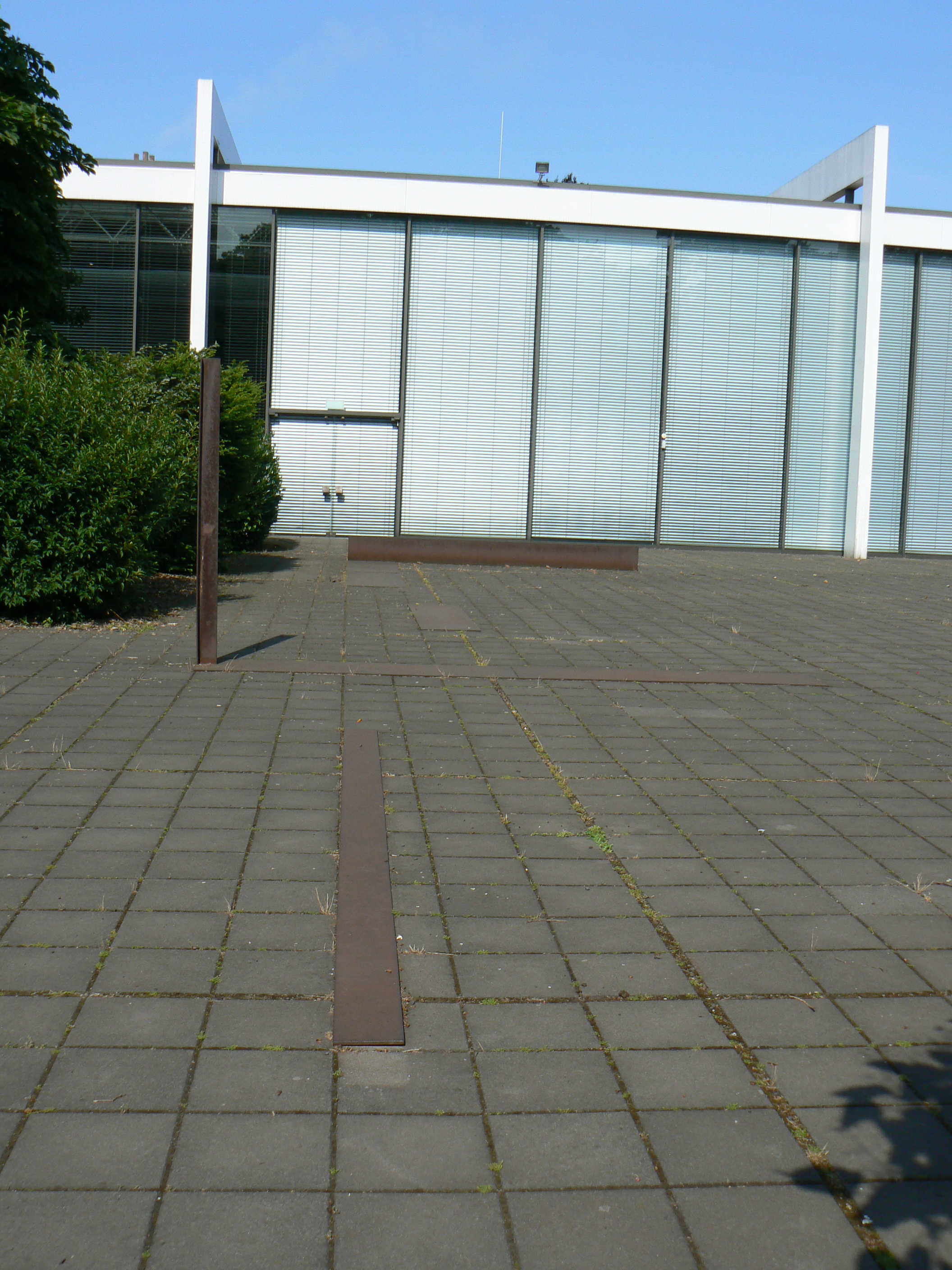
Ohne Titel (1977), Duisburg
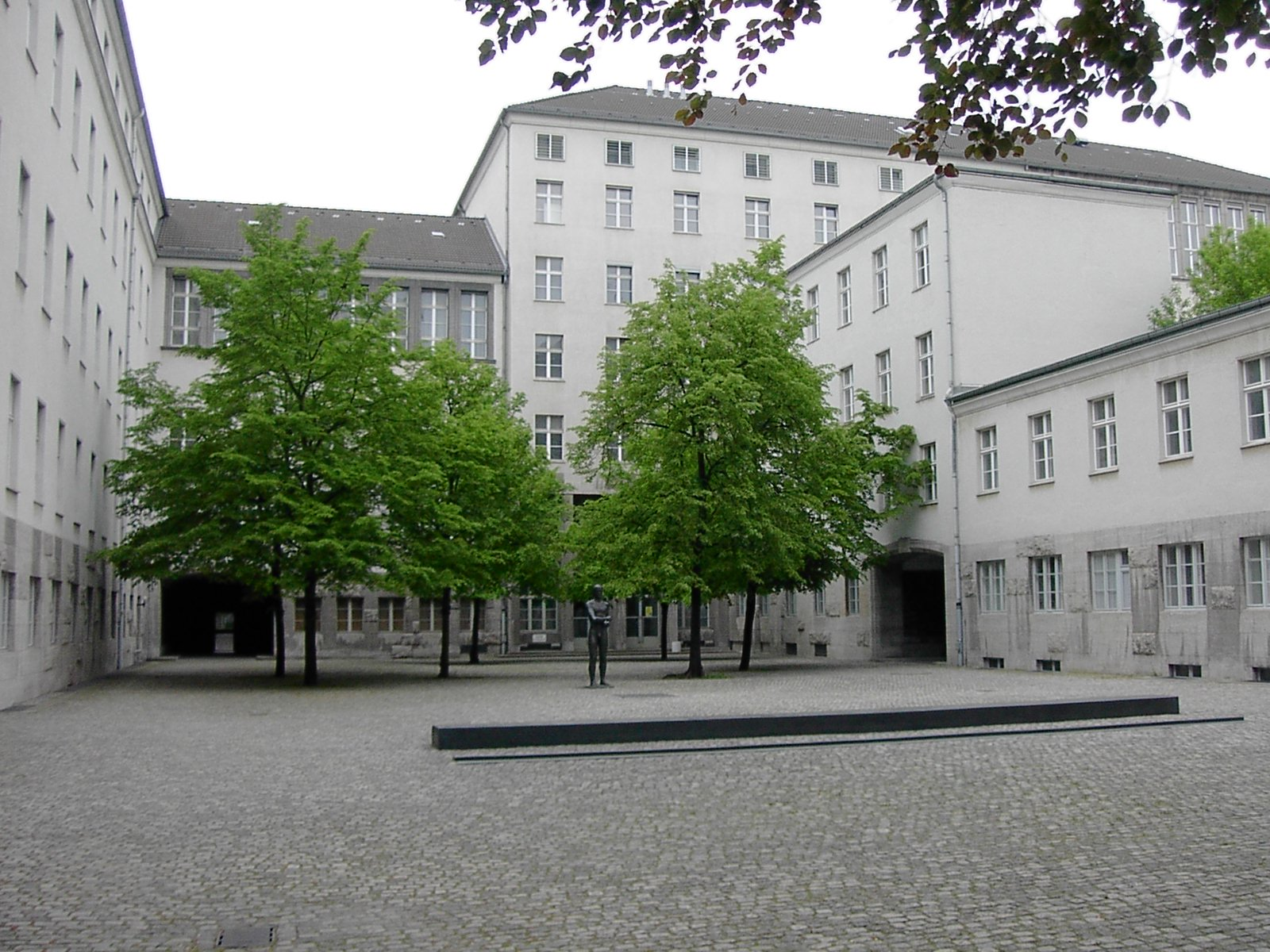
Bendlerblock, Berlijn
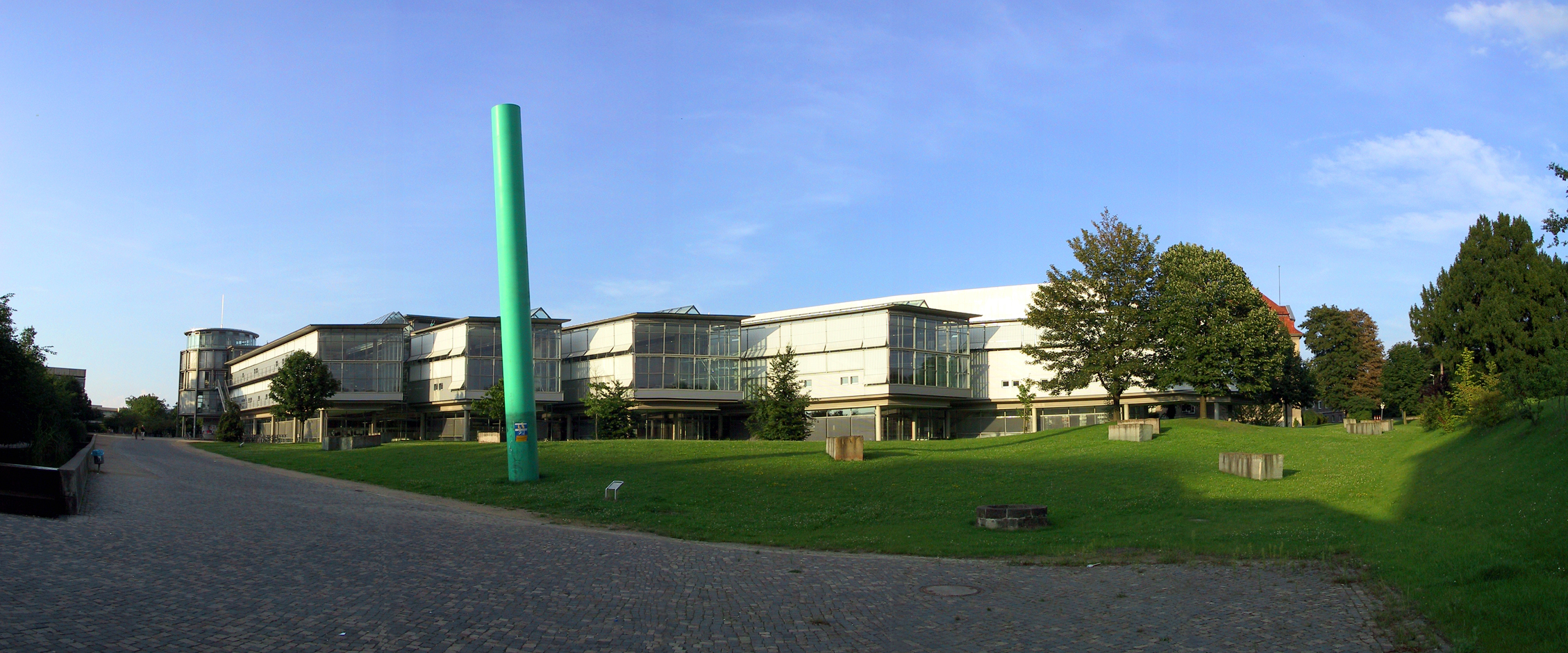
Grüne Säule, Göttingen
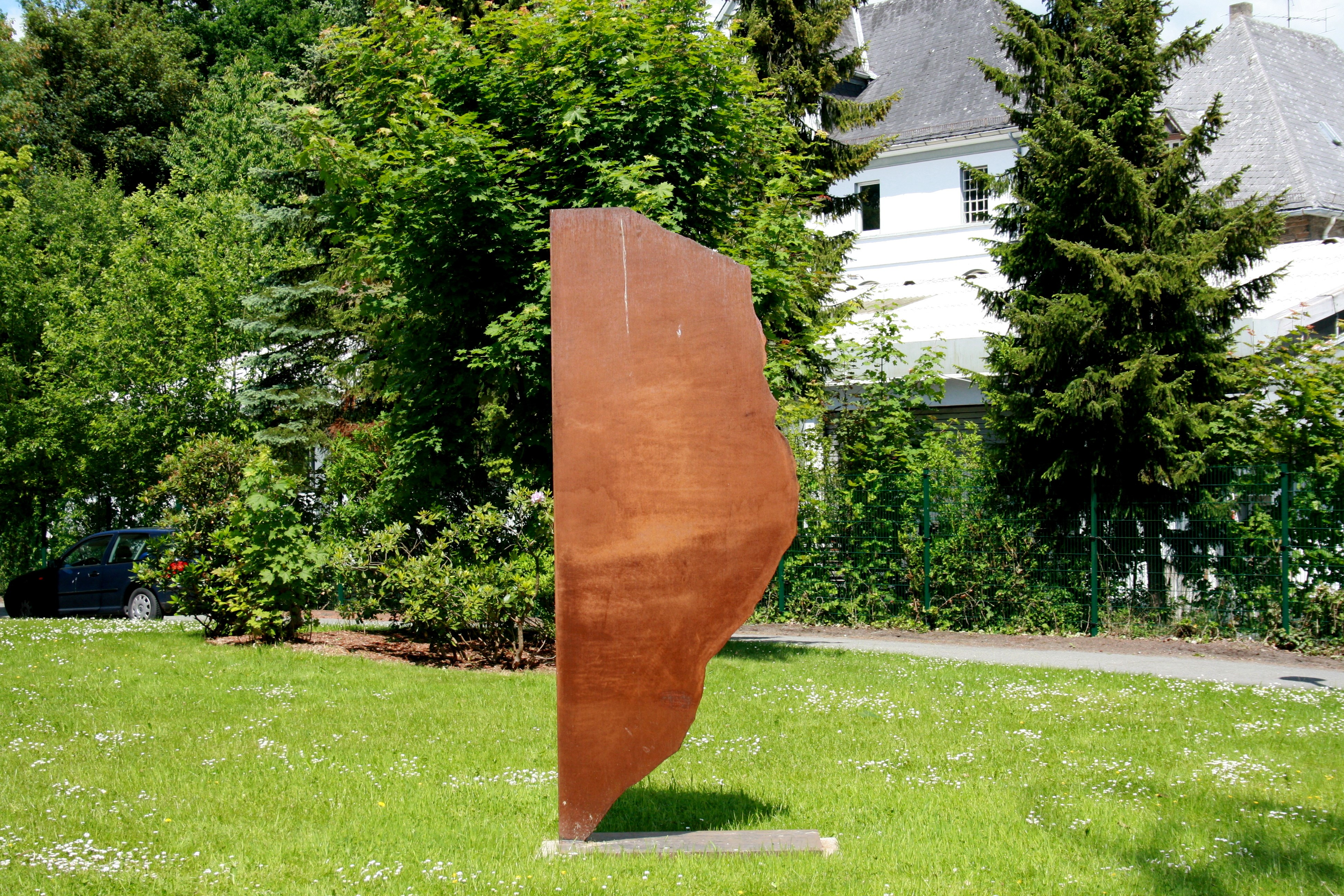
Reusch-Skulptur, Neuenrade